# 中川晶
中川 晶（なかがわ あきら、1952年〈昭和27年〉- ）は、京都府生まれの心療内科医、精神科専門医。中川米造の子息である。
京都看護大学大学院特任教授、なかがわ中之島クリニック院長、日本保健医療行動科学会会長、ナラティヴ・コミュニケーション研究所所長、ナラティヴ・インストラクター協会代表。
専門はナラティブアプローチ。趣味は絵画、陶芸、物書き。多数の著書があり、うち3冊は台湾語などに翻訳されている。

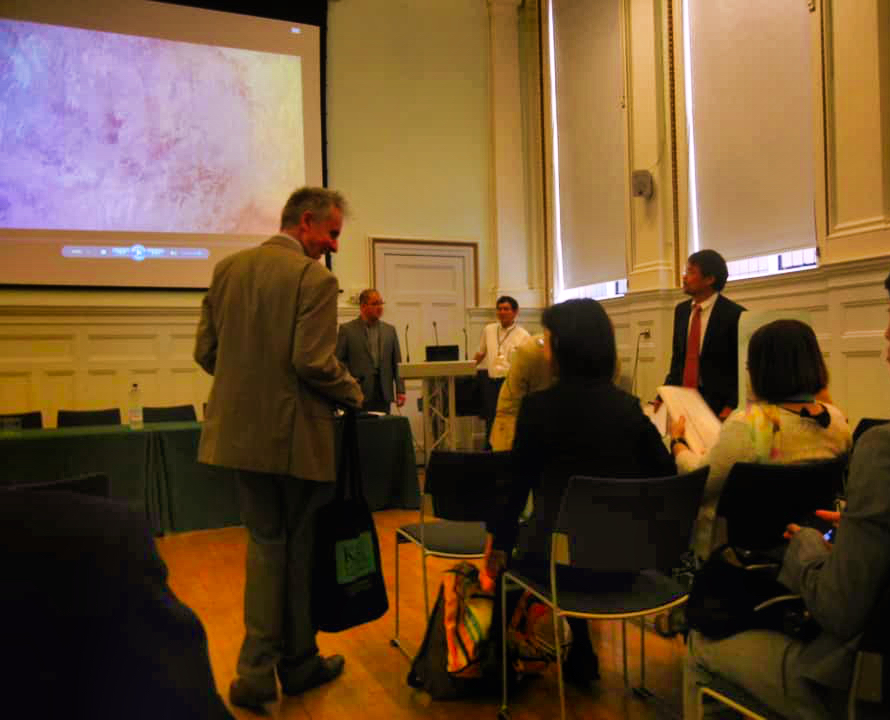
国際会議で大会長を勤めた中川（ロンドン、2014)

2014年（平成26年）9月15日（月）〜18日（木）にロンドンで開催された第7回国際保健医療行動科学会議(The 7th International Conference of Health Behavioral Science)では大会長を務めた（写真参照）。団田芳子ファン倶楽部(DFC) 顧問。

## 経歴
京都府に生まれる。1977年大阪府立大学農学部農芸化学科を卒業。同年大学院に進学。その後中学校の生物学教師を経て、奈良県立医科大学医学部に再入学。1985年奈良県立医科大学を卒業。卒業後は大阪赤十字病院内科研修を終えて、大阪大学精神医学教室へ入局、専門は心療内科だった。1995年なかがわ中之島クリニックを開設。2001年より大阪産業大学人間環境学部助教授を務め、2003年教授となった。精神科専門医、臨床心理士でもある。
2007年4月より9月末まで、ロンドン大学キングズカレッジへNarrative Based Medicine（ナラティヴ・ベイスト・メディシン）の研究のため留学。
2014年から2016年まで奈良学園大学保健医療学部教授を務めた。2017年より京都看護大学大学院特任教授を務める。

## 執筆・連載
2000年から2001年にかけて、朝日新聞連載「漂流時代」で初回はゲスト、次回よりレギュラーを務めた（これは「国境なき医師団」「海中写真家」「宇宙生物学者」等の様々なゲストを迎えて4人のレギュラーと対談する企画であった）。
2004年から2010年にかけて、産経新聞のコラム（中川晶の生き方セラピー）を連載。

## 著作
- 「こころの癒し方」1995、講談社
- 『やすらぎが見つかる心理学 5つの物語で読む心のコリのほぐし方』PHP研究所, 1997.7
- 『心療内科医のメルヘン・セラピー ココロの重荷が軽くなる11の物語』(こころライブラリー 講談社, 2003.10
- 『「うつ」を遠ざける15の方法』2010年4月　PHP研究所
- 『「嫌われるのが怖い!」がなくなる本 ムリせずラクに生きられる!』大和出版, 2014.1 - 2021年、同書が台湾で翻訳出版。翻訳出版は「心療内科医のメルヘンセラピー」「心の癒やし方」についで3冊め。

### 共著・監修
- 『ココロの健康からだの医学 からだの文化生理学 ちょっとおしゃべり』中川米造共著. フォーラム・A, 1996.4
- 『「買ってはいけない」論争解決篇』監修. データハウス, 1999.12

翻訳
レベッカ・ウーリス『大切な人が、心の病気にかかったら みんなが笑顔を取り戻すための対処法』酒井泰介訳, 中川晶 医学監訳. PHPエル新書 2003.12 

## 所属学会
日本保健医療行動科学会会長、ナラティヴ・コミュニケーション研究所所長、ナラティヴ・インストラクター協会代表、日本心理臨床学会会員、日本精神神経学会会員など。